# Communauté de communes du Vouvrillon
La Communauté de communes du Vouvrillon est une ancienne communauté de communes française, située dans le département d'Indre-et-Loire et la région Centre-Val de Loire.

## Géographie

### Composition
Elle était composée des communes suivantes (toutes du canton de Vouvray) :
| Nom               | Code Insee | Gentilé     | Superficie (km2) | Population (dernière pop. légale) | Densité (hab./km2) |
| ----------------- | ---------- | ----------- | ---------------- | --------------------------------- | ------------------ |
| Vouvray (siège)   | 37281      | Vouvrillons | 22,92            | 3 149 (2014)                      | 137                |
| Chançay           | 37052      | Chancéens   | 15,04            | 1 135 (2014)                      | 75                 |
| Monnaie           | 37153      | Modéniens   | 39,42            | 4 228 (2014)                      | 107                |
| Reugny            | 37194      | Reugnois    | 29,72            | 1 629 (2014)                      | 55                 |
| Vernou-sur-Brenne | 37270      | Vernadiens  | 25,91            | 2 681 (2014)                      | 103                |

Jusqu'au 1er janvier 2014, les communes de Rochecorbon, Parçay-Meslay et Chanceaux-sur-Choisille, actuellement membres de Tours plus, faisaient partie de la communauté de communes du Vouvrillon.

## Historique
- 15 décembre 2000 : création de la communauté de communes
- 1er janvier 2017 : fusion avec la communauté de communes de l'Est Tourangeau au sein de la nouvelle Communauté de communes Touraine-Est Vallées.

## Démographie
La communauté de communes du Vouvrillon comptait 12 500 habitants (population légale INSEE) au 1er janvier 2011. La densité de population est de 94 hab./km2.

### Évolution démographique
| 1968   | 1975   | 1982   | 1990   | 1999   | 2007   | 2011   | 2013   | - |
| ------ | ------ | ------ | ------ | ------ | ------ | ------ | ------ | - |
| 11 757 | 12 391 | 14 814 | 17 185 | 19 169 | 21 366 | 12 500 | 12 694 | - |

### Pyramide des âges
| Hommes | Classe d’âge | Femmes |
| ------ | ------------ | ------ |
| 0,4    | 90 ans ou +  | 1,2    |
| 5,4    | 75 à 89 ans  | 8      |
| 11,6   | 60 à 74 ans  | 11,5   |
| 22,6   | 45 à 59 ans  | 21,6   |
| 22,3   | 30 à 44 ans  | 22,9   |
| 15,8   | 15 à 29 ans  | 14,9   |
| 22     | 0 à 14 ans   | 20     |

| Hommes | Classe d’âge | Femmes |
| ------ | ------------ | ------ |
| 0,5    | 90 ans ou +  | 1,4    |
| 6,8    | 75 à 89 ans  | 9,8    |
| 13,1   | 60 à 74 ans  | 13,9   |
| 20,7   | 45 à 59 ans  | 20,1   |
| 20,4   | 30 à 44 ans  | 19,3   |
| 19,6   | 15 à 29 ans  | 19,1   |
| 18,8   | 0 à 14 ans   | 16,4   |

## Politique communautaire

### Représentation

#### Présidents de la communauté de communes
| Période | Période | Identité         | Étiquette | Qualité                            |
| ------- | ------- | ---------------- | --------- | ---------------------------------- |
| 2000    | 2008    | Jacques Galataud | DVD       | Maire de Rochecorbon (1995 → 2008) |
| 2008    | 2014    | Pierre Darragon  | DVD       | Maire de Vouvray (2001 → 2014)     |
| 2014    | 2016    | Brigitte Dousset | DVD       | 2e adjointe au maire de Monnaie    |

### Compétences
- Aménagement de l'espace
- Développement économique
- Politique du logement social d'intérêt communautaire et action, par des opérations d'intérêt communautaire, en faveur du logement des personnes défavorisées
- Création ou aménagement et entretien de la voirie d'intérêt communautaire
- Logement
- Protection et mise en valeur de l'environnement
- Développement du tourisme
- Construction, entretien et gestion des équipements culturels, sportifs, de loisirs
- Gens du voyage
- Police intercommunale

### Identité visuelle
| Blason à dessiner | Logo de la Communauté de Communes |

## Pour approfondir

## Sources
- Le splaf - (Site sur la Population et les Limites Administratives de la France)
- La base aspic - (Accès des Services Publics aux Informations sur les Collectivités)